# Jean Przyluski
Jean Przyluski (* 17. August 1885 in Le Mans; † 28. Oktober 1944 in Mareil-sur-Loir, Département Sarthe) war ein französischer Linguist, Religionswissenschaftler und Buddhologe. Er lehrte buddhistische Philologie an der École pratique des hautes études (1926–1944) sowie indochinesische Geschichte und Philologie am Collège de France (1930–1944).

## Leben und Wirken
Przyluski war der Sohn eines aus Polen eingewanderten kaufmännischen Angestellten und einer Weißwarenhändlerin. Nach dem Baccalauréat in Rennes zog er nach Paris, wo er Vorlesungen bei den Soziologen Henri Hubert und Marcel Mauss an der École pratique des hautes études besuchte. Er schloss 1907 sein Studium an der École coloniale ab und arbeitete anschließend als Kolonialbeamter in Französisch-Indochina. 1911 übernahm er im Generalgouvernement in Hanoi die Leitung der Abteilung für indigene Angelegenheiten. Nach seiner Rückkehr nach Paris 1913 lehrte er Vietnamesisch an der École des langues orientales, wo er von 1923 bis 1930 Professor war. 1926 berief man ihn zum directeurs d’études an die religionswissenschaftlichen Sektion der École pratique des hautes études, wo er bis zu seinem Tod den Lehrstuhl für buddhistische Philologie innehatte. Außerdem wurde er 1930 als Nachfolger Louis Finots zum Professor für indochinesische Geschichte und Philologie am Collège de France ernannt. Die Universität Warschau verlieh ihm 1938 die Ehrendoktorwürde.
Seine weit gefächerten Interessen hatten Veröffentlichungen zur Struktur der vietnamesischen Sprache, Entwicklung von buddhistischen Legenden und Mythen und zu indoeuropäischen Volkstraditionen wie dem Werwolf-Kult zur Folge. Darüber hinaus entwickelte er generelle Theorien über die Herausbildung der menschlichen Religiosität, welche in seinem 1942 erschienenem Hauptwerk „L'Evolution humaine“, beschrieben wird.
Przyluski war Herausgeber der vierbändigen Buchreihe Austro-asiatica über Austroasiatische Sprachen, die zwischen 1928 und 1934 bei Geuthner in Paris erschien.

## Veröffentlichungen (Auszug)
- The legend of Emperor Aśoka in Indian and Chinese texts, Calcutta: Firma K. L. Mukhopadhyay, 1967
- Rẏaṅ Brah Pād Qaṣok, Bhnaṃ Beñ: Buddhasāsana Paṇḍity, 1957
- La Grande Déesse. Paris 1950
- L'évolution humaine, Paris: Presses universitaires de France, 1942
- La participation, Presses Universitaires de France, 1940
- "Kubaba et Kombabos." RHA 5 (1940): 205–209.
- Le langage, la langue et la parole, Paris 1940–1941
- Le problème de ḫ hittite et le vocalisme de l'indo-européen, Paris 1938